# Novi dvor
Le Nouveau palais ou Novi dvor (en serbe cyrillique : Нови двор) est un édifice public situé à Belgrade, la capitale de la Serbie. Il est actuellement la résidence du président de la république de Serbie.
En raison de sa valeur architecturale et historique, il est inscrit sur la liste des monuments culturels de la ville de Belgrade.

## Situation
Le palais s'élève le long de la rue du roi Milan qui le borde à l'ouest et est entouré par la promenade Andrić au nord et le parc des Pionniers à l'est, dans la municipalité de Stari grad, en plein centre de la capitale serbe.

## Histoire

### Construction du palais
Le Nouveau Palais a été construit comme la nouvelle résidence de la dynastie Karađorđević et le dernier bâtiment construit dans l'ensemble des édifices du complexe de la cour à Terazije, avec les palais adjacents du Vieux Palais, qui est aussi une contrepartie architectural et artistique, l'Assemblée nationale, ce qui rend l'ensemble des bâtiments publics des plus importants de Belgrade et de la Serbie.Il est construit selon le concept original de l'architecte Aleksandar Bugarski pendant les années quatre-vingt du XIXe siècle, comme l’aile d'un ambitieux complexe. Selon cette résolution d’espace, la partie centrale du complexe est occupée par le palais royal, qui devait être construit à la place de la Vieille Résidence (l’ancien bâtiment Simić). L’aile gauche aurait été le Vieux Palais construit en 1884, tandis que l’aile droite aurait été le château du prince héritier construit à la place de laquelle se trouvait le château du prince héritier Mihailo Obrenović depuis la septième décennie du XIXe siècle. Bien qu’il soit considéré que le projet du château du prince Mihailo et a été construit dans l’esprit du romantisme par l’architecte Kosta Sreplovic, certaines sources disent qu’il dirigeait les travaux de finitions sur la construction du bâtiment, et que les plans ont certainement été créés par Jovan Frencl et Josif Kasano, les architectes les plus célèbres de la Direction de la construction des bâtiments. Avec la construction de ce bâtiment, on voyait déjà l’idée d’organiser l’espace du complexe comme une composition tripartite. Toutefois, le prince Mihailo n’a jamais habité dans cet édifice, mais a déménagé dans la Vieille Résidence, alors que dans le nouveau bâtiment a été placé le ministère des Affaires étrangères et de le ministère de l’Intérieur.
L’idée de construire le Nouveau Palais a été initiée après les événements de mai 1903, et la démolition de la Vieille Résidence l’année suivante, où se trouvait jusqu’à présent la résidence royale. Le roi Petar Ier, après son arrivée au pouvoir, résidait dans le Vieux Palais des Obrenović, qui dans la période précédente n’était pas utilisé comme habitation, mais à des fins représentatives du roi. Comme l’espace du Vieux Palais n’était pas adéquat pour la résidence permanente de la famille royale, il y avait une nécessité de trouver la solution pour la construction d’une nouvelle résidence.
L’édification du Nouveau Palais pour le prince héritier Aleksandar Karađorđević a commencé en 1911, selon le projet de Stojan Titelbah (1877-1916), un éminent constructeur serbe du début du XXe siècle. Aujourd’hui le Nouveau Palais représente son unique œuvre connue qu’il a fait en tant qu’architecte du Ministère de la construction. La construction du palais a été achevée en 1914, mais déjà pendant la Première Guerre mondiale, le bâtiment a été considérablement endommagé. La restauration fondamentale a suivi pendant la période entre 1919 et 1922, sous la direction d’une Commission spéciale, qui travaillait parallèlement sur la reconstruction du Vieux Palais. La Commission, qui a pris soin de l’agencement entier du futur domicile du roi et du siège du maréchalat de la cour, entre autres, était composée du peintre Uroš Predić et de l’architecte du ministère de la Construction Petar Popović et Momir Korunović. En juin 1922, lorsque le roi Aleksandar Ier avec la reine Maria a emménagé dans l’édifice, le Nouveau Palais est devenu la résidence royale officielle.

### Aspect original du palais
L’architecture du Nouveau Palais soutenait l’idée d’englobement historique du complexe de la cour, tel que le bâtiment lui-même est conçu comme une sorte de contrepartie au Vieux Palais. De cette manière a été souligné la nécessité d’arrondir spatialement et symboliquement  l’ensemble, qui connote l’idée même de l’État. L’édifice de deux étages a été conçu dans le style de l’académisme, avec des éléments de style pris principalement de l’architecture de la Renaissance et du baroque.

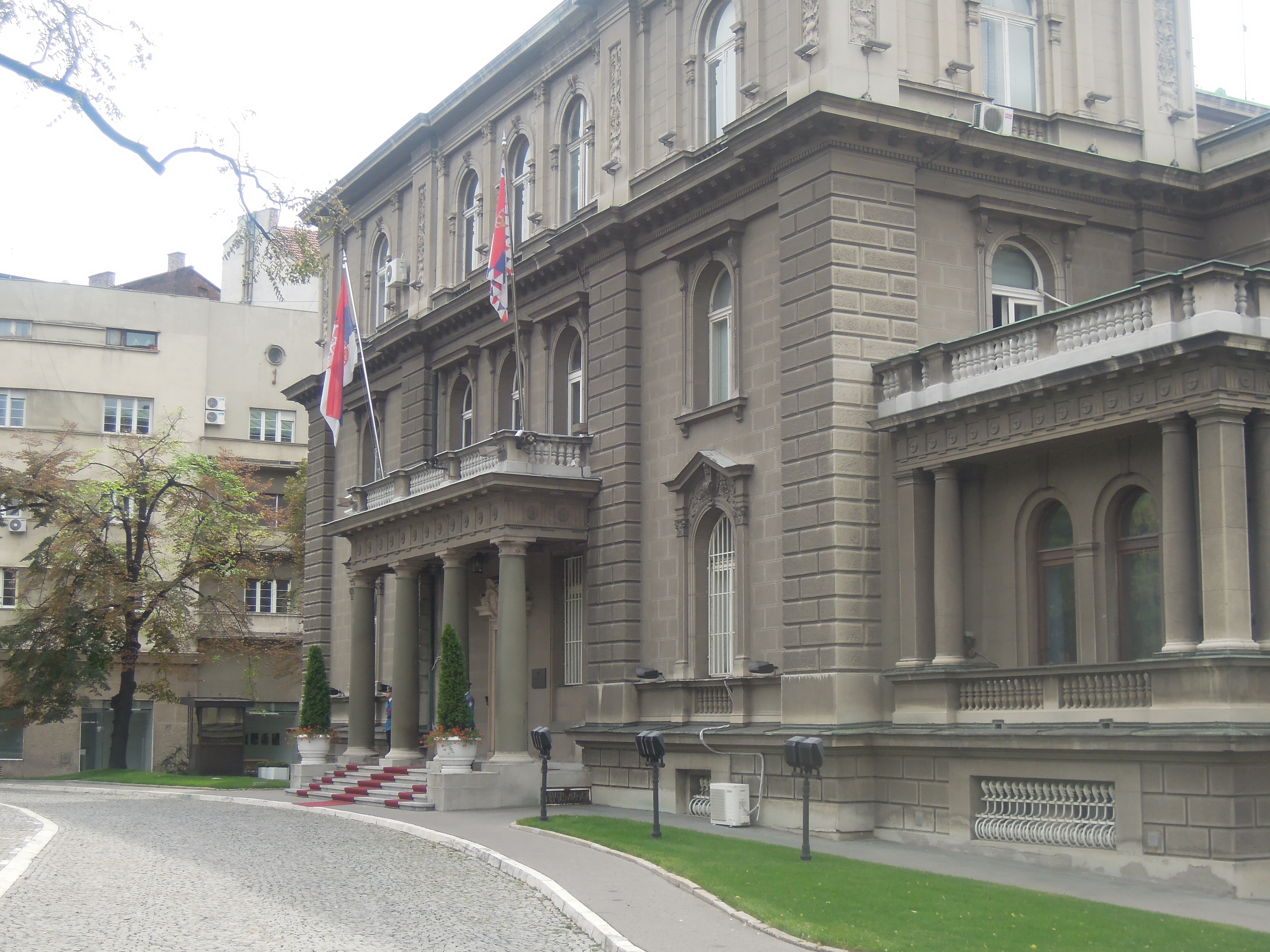
L'aspect actuel du palais.

### L'aspect actuel du palais
La façade la plus représentative est tournée vers le jardin, et la risalite angulaire est conçue en forme de tour avec une coupole similaire à la solution appliquée sur le bâtiment du Vieux Palais. De cette façon est établie l’harmonie de ce complexe et la symétrie dans la silhouette de l’ensemble. Dans un système de décomposition des façades, la composition centrale est représentée par le rez-de-chaussée et le premier étage résolus comme une composition unique, le souterrain est conçu rustiquement, tandis que le second étage est traité indépendamment avec un système discret de division des surfaces de façade et avec une plastique architecturale moins importante. L’érosion de la façade principale a été réalisée avec le soulignement de la risalite latérale et centrale, dans le centre desquelles est positionnée l’entrée principale, indiquée par un porche ovale. En conséquence de la fonction du bâtiment, une place spéciale dans les motifs décoratifs de la façade est donnée aux symboles héraldiques. Dans la lunette de la risalite centrale se trouvait un monumental blason entier de la dynastie royale Karadjordjevic. La partie la plus haute et même temps la plus dominante du Nouveau Palais – la tour avec une coupole et un pic au sommet duquel se trouvait une statue en bronze d’un aigle à deux têtes prêt à s’envoler représente l’élément architectural majeur qui relie les façades vers les rues Kralja Milana et Andricev Venac. En plus des signes héraldiques, une composition particulièrement importante qui était installé à la fin de la risalite angulaire, sous la coupole, deux semblables, une représentation des boucliers disposés symétriquement  avec une croix et quatre « S », ce qui est une partie du blason du royaume de la Serbie et plus tard un segment intégrant du blason du royaume de Yougoslavie. Le motif central de la composition de la façade vers la rue Andricev Venac représente une risalite en arc au-dessus de laquelle se trouvait une composition décorative monumentale avec un blason au milieu.
L’organisation de l’espace du bâtiment du Nouveau Palais est déterminée par le projet de 1911 conformément à la fonction de l’édifice. Au rez-de-chaussée se trouvait la sale de cérémonie et la salle à manger, alors que la partie vers la rue Kralja Milana était réservée pour la réception des importants invités, tandis que le premier et le second étage étaient destinés à l’habitation de la famille royale. Dans le projet du Nouveau Palais n’était pas envisagé de salle pour la cuisine, mais il est utilisé à cet effet une maison voisine de la région de Sumadija, reliée avec un tunnel avec le souterrain du palais. L’ensemble de l’agencement intérieur et l’ameublement des salles du palais avec des meubles coûteux ont été réalisés par une firme française Béziers. Une attention particulière a été accordée à la disposition du vestibule, de la salle de réception, de la salle à manger, de la chambre bosniennes, des salons japonais et anglais et des chambres destinées au logement du roi et de la reine.
La clôture avec les portails et les postes de garde faisaient partie intégrante du complexe de la cour et reliaient le vieil et nouvel édifice et séparaient le palais et le jardin royal de la rue Kralja Milana. Une fonction similaire a été donnée au bâtiment des postes de garde, dont la mise à niveau et le traitement des façades en 1919/1920 ont été effectués par l’architecte Momir Korunović, de sorte à contribuer au ralliement stylistique et urbanistique des palais royaux. Les portails d’apparence triomphale avec au premier plan une plastique décoratives et des signes héraldiques, le bâtiment en arc des postes de garde, comme les jardins aménagés en parterre avec des fontaines disposées entre les palais donnait à l’ensemble un aspect représentatif et solennelle.

### Musée du prince Pavle
Le Nouveau Palais était la résidence royale officielle à partie de 1922 jusqu’en 1934, quand, après le déménagement de la famille royale dans le palais nouvellement construit à Dedinje, selon la volonté du roi Aleksandar il a été céder pour le Musée royal, rebaptisé plus tard musée du prince Pavle. Le musée était l’une des plus importantes institutions de culture dans le Royaume, et selon l’avis des contemporains, appartenait au rang des musées européens les plus modernes. L’aspect phénoménologique le plus important du musée du prince Pavle était l’exposition elle-même. Au rez-de-chaussée étaient exposés des objets de la culture matérielle de la préhistoire, l’antiquité et du Moyen Âge ; le premier étage était réservé pour les monuments de l’histoire nationale et l’art yougoslave du XIXe siècle ; au second étage se trouvait une collection de l’art contemporain européen, dans laquelle une place considérable occupait les œuvres des artistes nationaux. Le musée du prince Pavle est resté dans le bâtiment du Nouveau Palais jusqu’en 1948, quand il a dans une nouvelle organisation faite par l’État reçu un nouveau rôle.

### Changement d'aspect

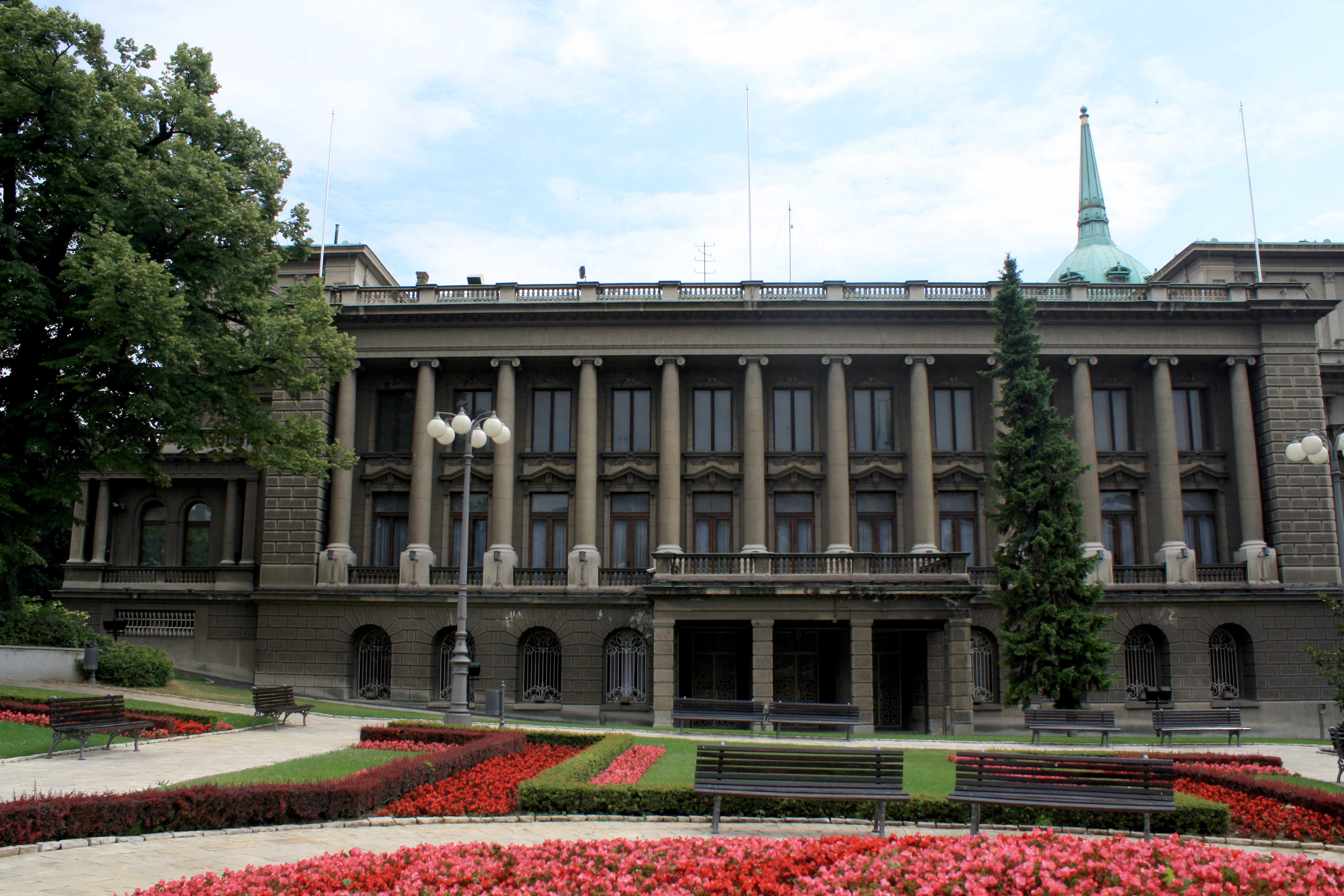
Nouveau palais, Belgrade.

Après la Seconde Guerre mondiale, la reconstruction du Vieux et Nouveau Palais et leur nouvelle fonction était associée à un engagement plus large de conversion de l’ancien complexe de la cour en siège administratif de l’État et de la république. Afin de connecter l’ancien complexe royal avec le bâtiment de l’Assemblée nationale, le bâtiment du poste de garde a été démoli, la clôture enlevée alors que le jardin royale a été transformé dans l’actuel Parc des pionniers. Dans la période 1948-1953, selon le projet de l’architecte Milan Minić des travaux ont été réalisés sur la reconstruction et l’extension d’un bâtiment de l’ancien Nouveau Palais, pour les besoins de la Présidence du Gouvernement ORA. Un élargissement du bâtiment a aussi été réalisé en construisant une grande salle de cérémonie avec un accès au vestibule. La façade orientée vers le Vieux Palais a obtenu une toute nouvelle solution architecturale soulignée par des colonnades de piliers ioniques tandis que les bords frontaux et les lignes de la solution originale ont été conservés vers les rues Kralja Milana et Andricev Venac. Conformément aux modifications apportées sur le Vieux Palais, la nouvelle approche vers le bâtiment du Nouveau Palais est formée sur le côté est, vers le Parc des pionniers, alors que les représentations héraldiques ont été remplacées avec les emblèmes du nouveau gouvernement. En termes de design intérieur, une attention particulière a été portée à l’élément étendu, qui a été enrichi avec les œuvres des artistes yougoslaves les plus connus - Toma Rosandić, Petar Lubarda, Milo Milunović, Milica Zorić etd’autres.
L’édition du Nouveau Palais de 1953 jusqu'aujourd'hui est destiné à l’hébergement des plus hautes autorités nationales. Il contenait le Conseil exécutif des ORA, l’Assemblé ORA, la présidence SRS et le siège le plus long du président de la république de Serbie. Aujourd'hui le Nouveau Palais avec les édifices monumentaux qui l’entourent fait partie de l’ambiance la plus précieuse du cœur historique de Belgrade. Grâce à ses valeurs historiques, culturelles, sociales, architecturales et urbaines, il a été nommé monument culturel en 1983 (Journal officiel de la ville de Belgrade no 4/83).

## Galerie

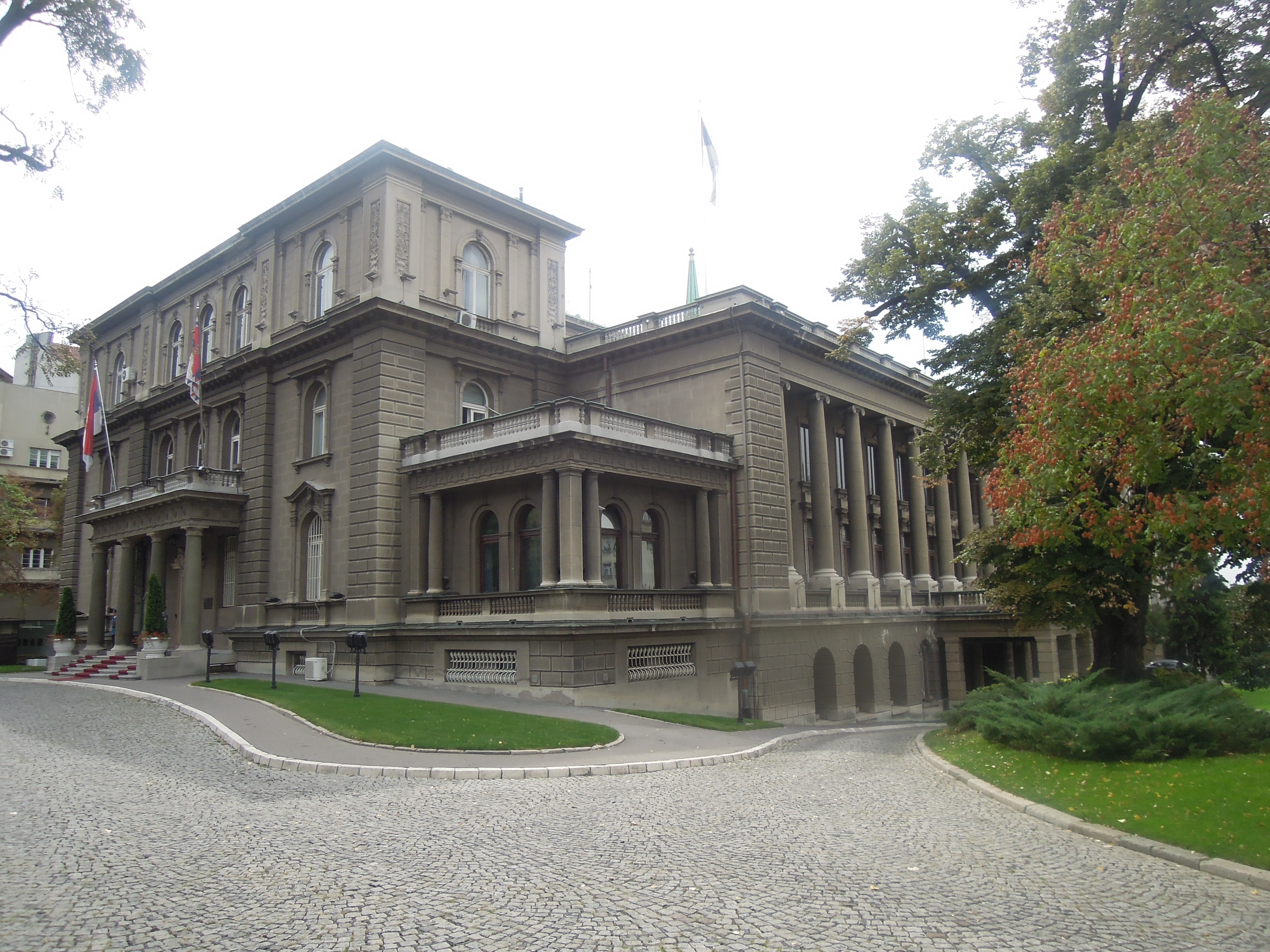
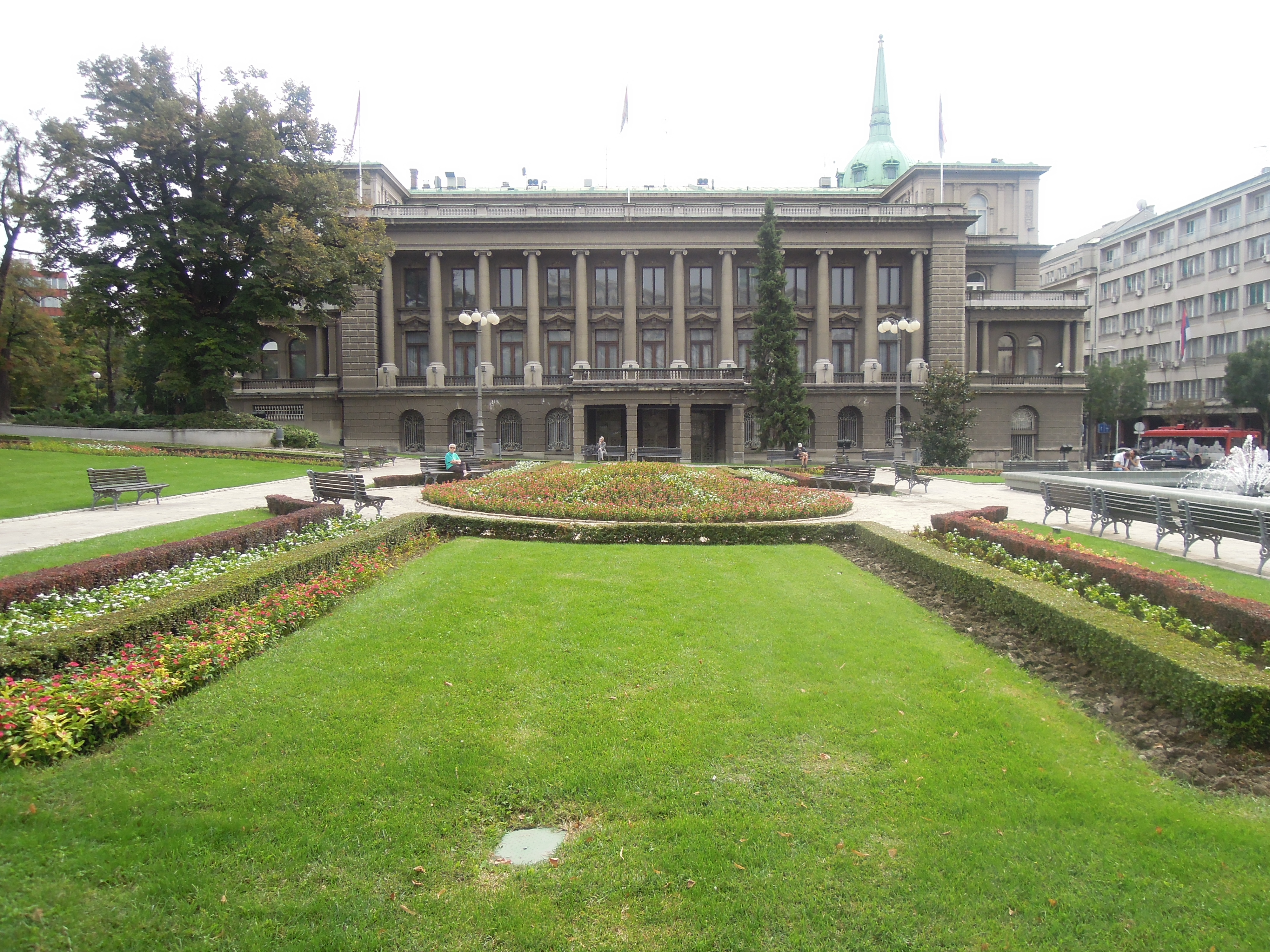
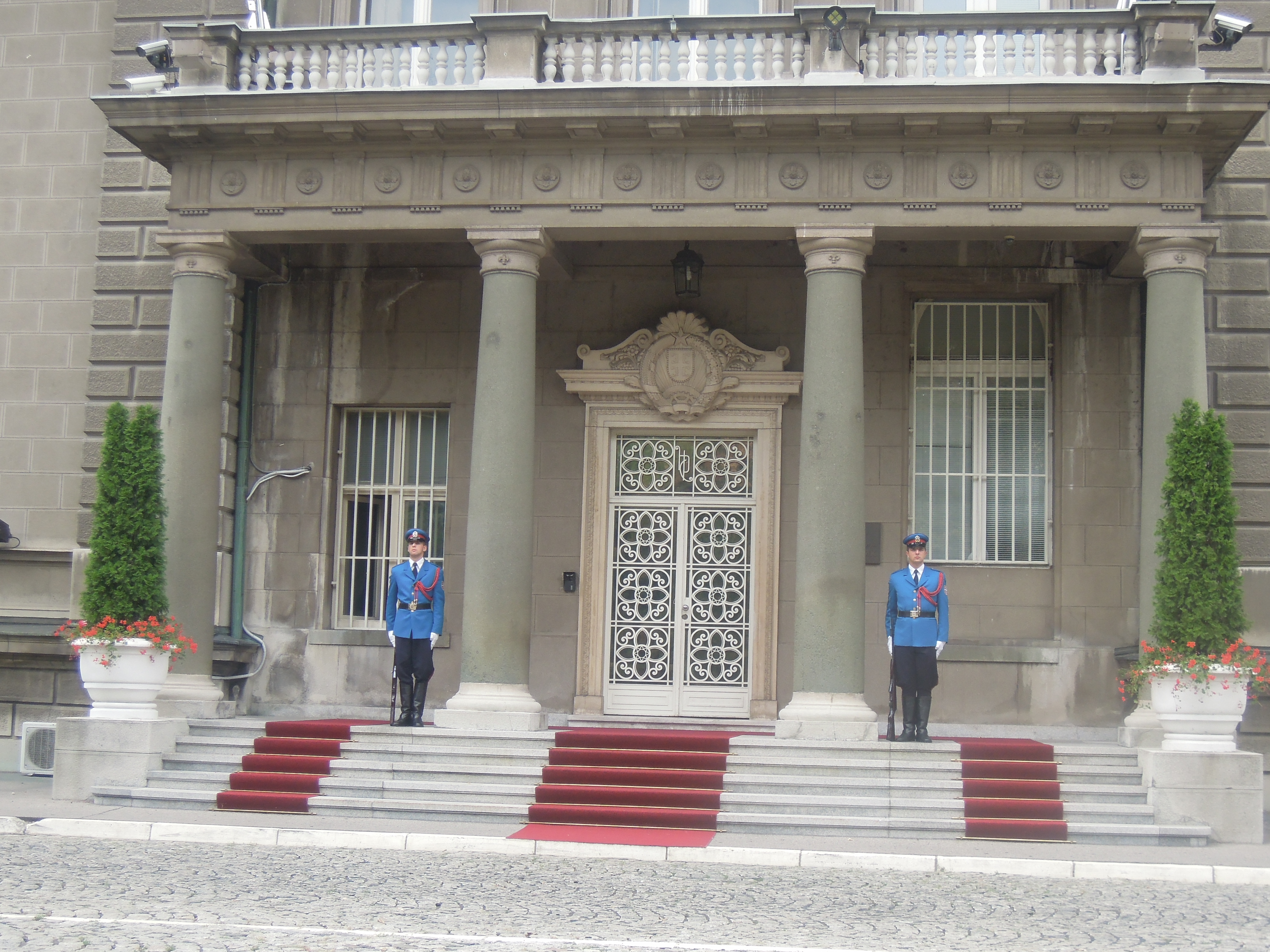
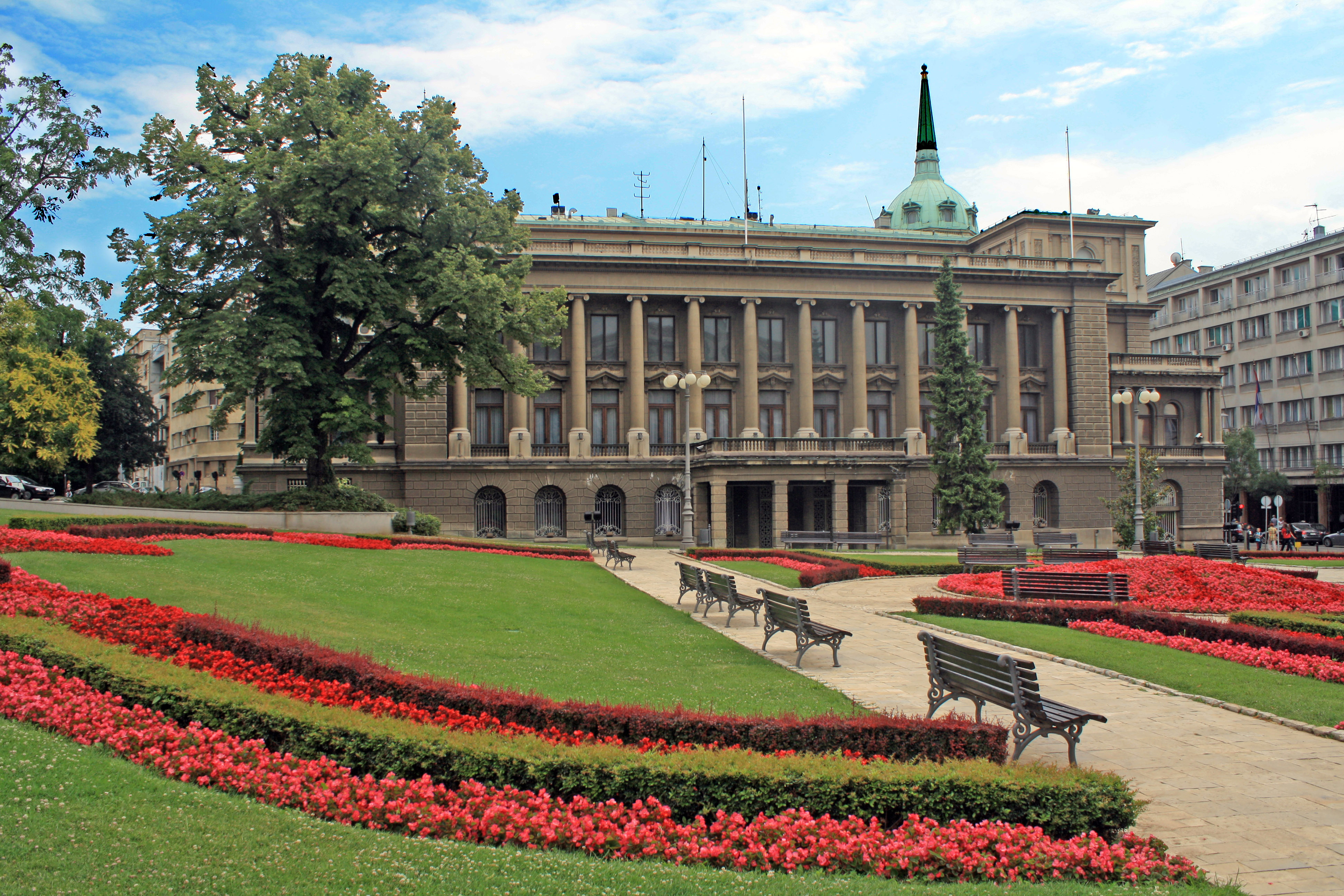
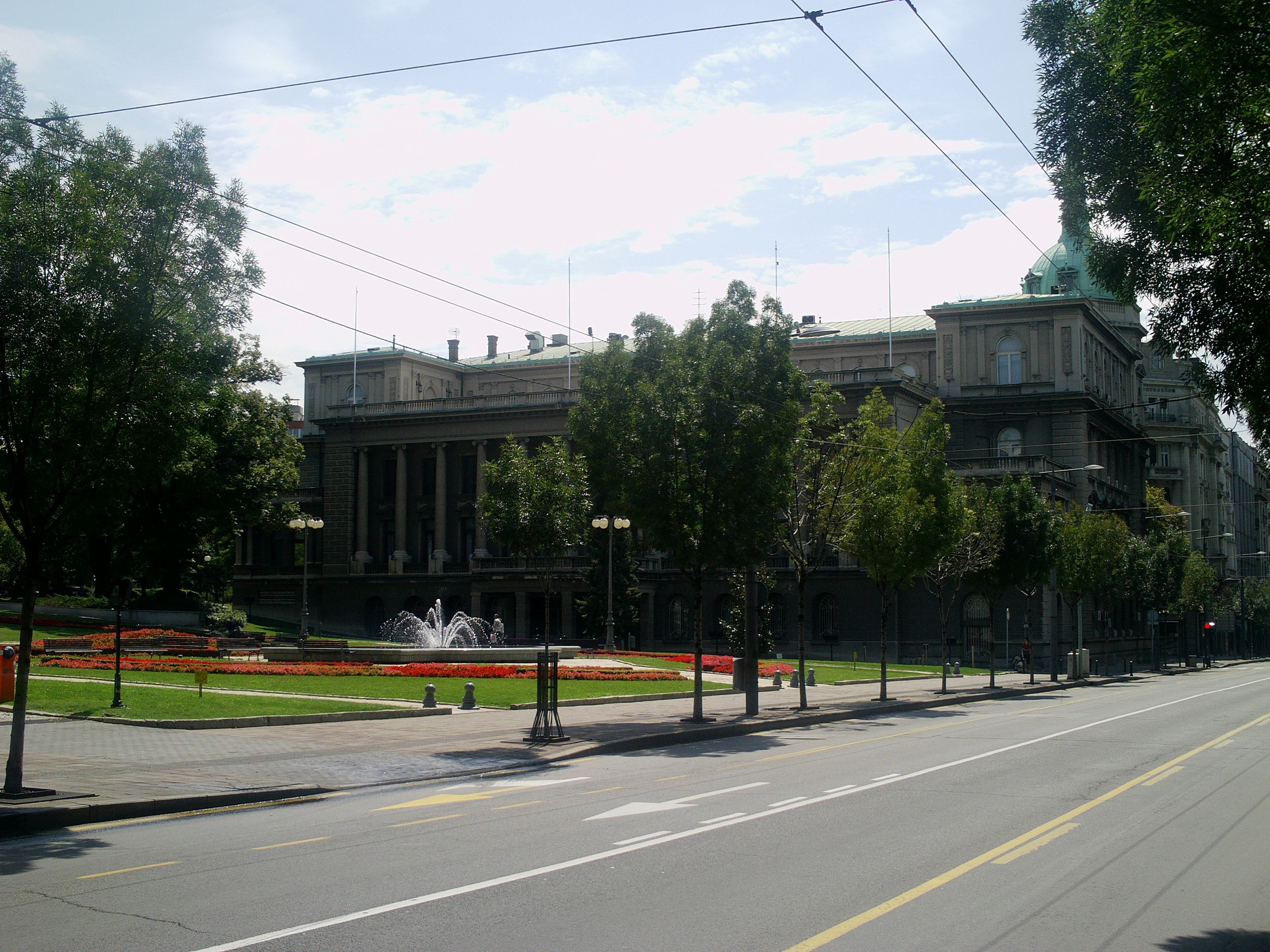
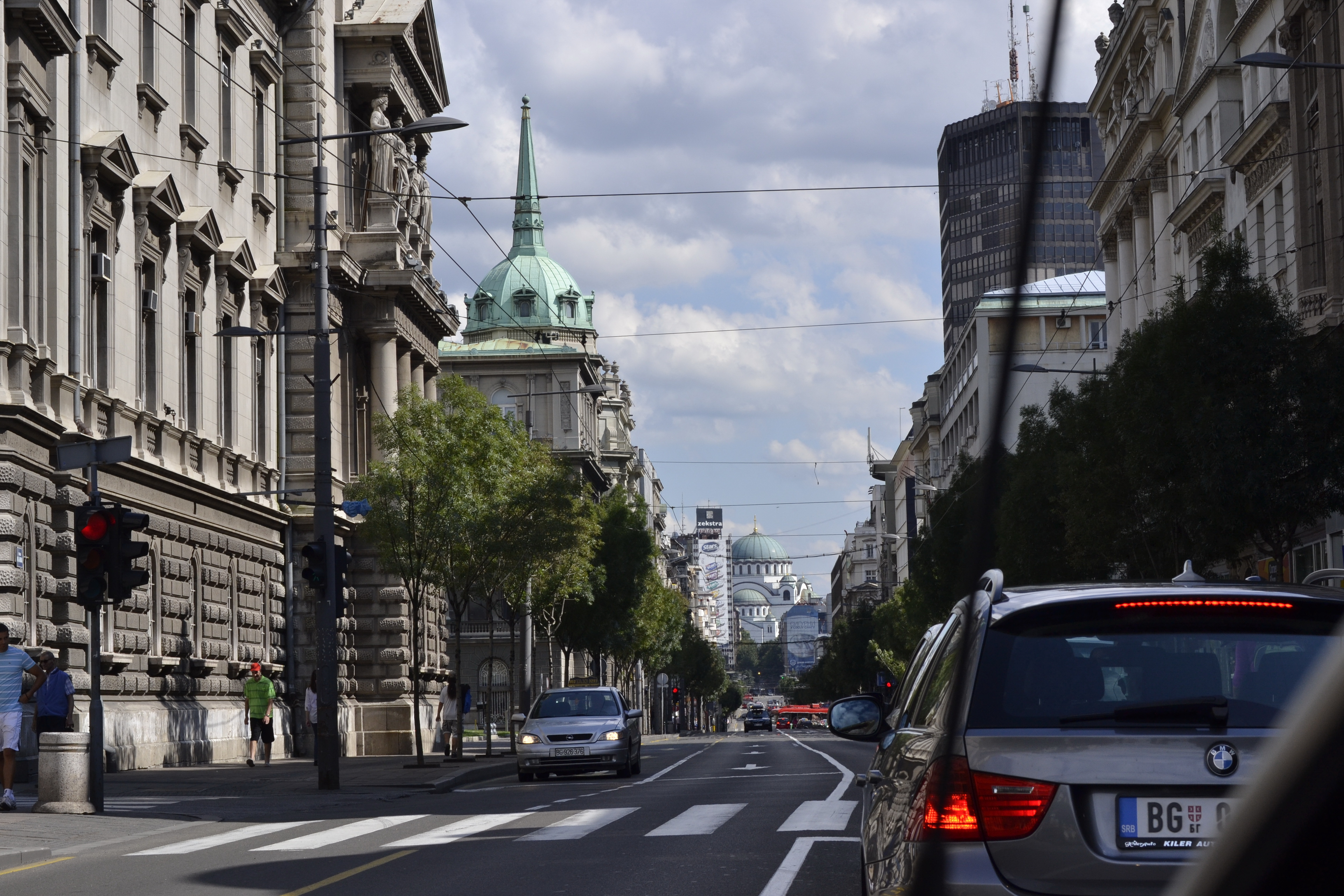
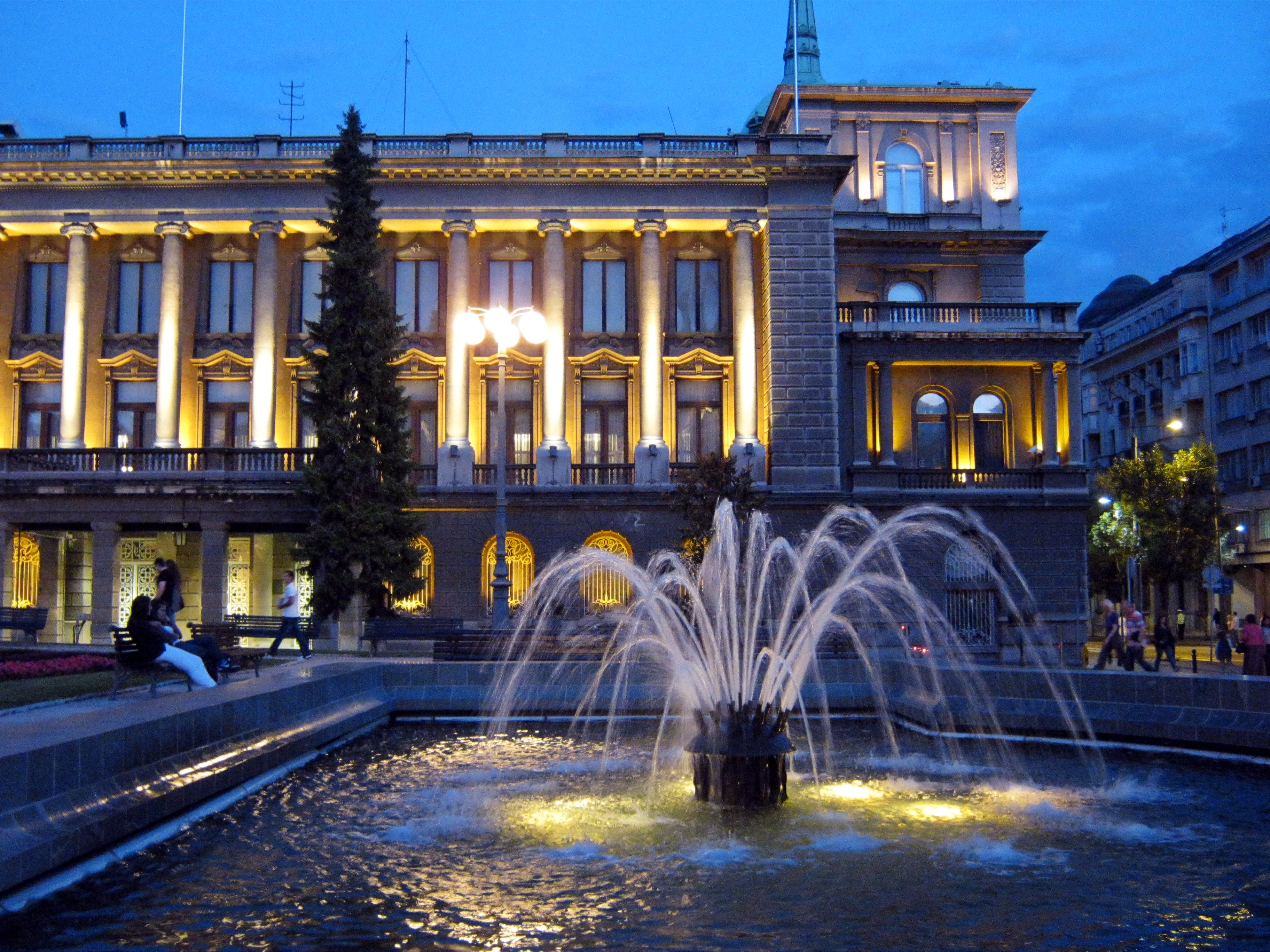
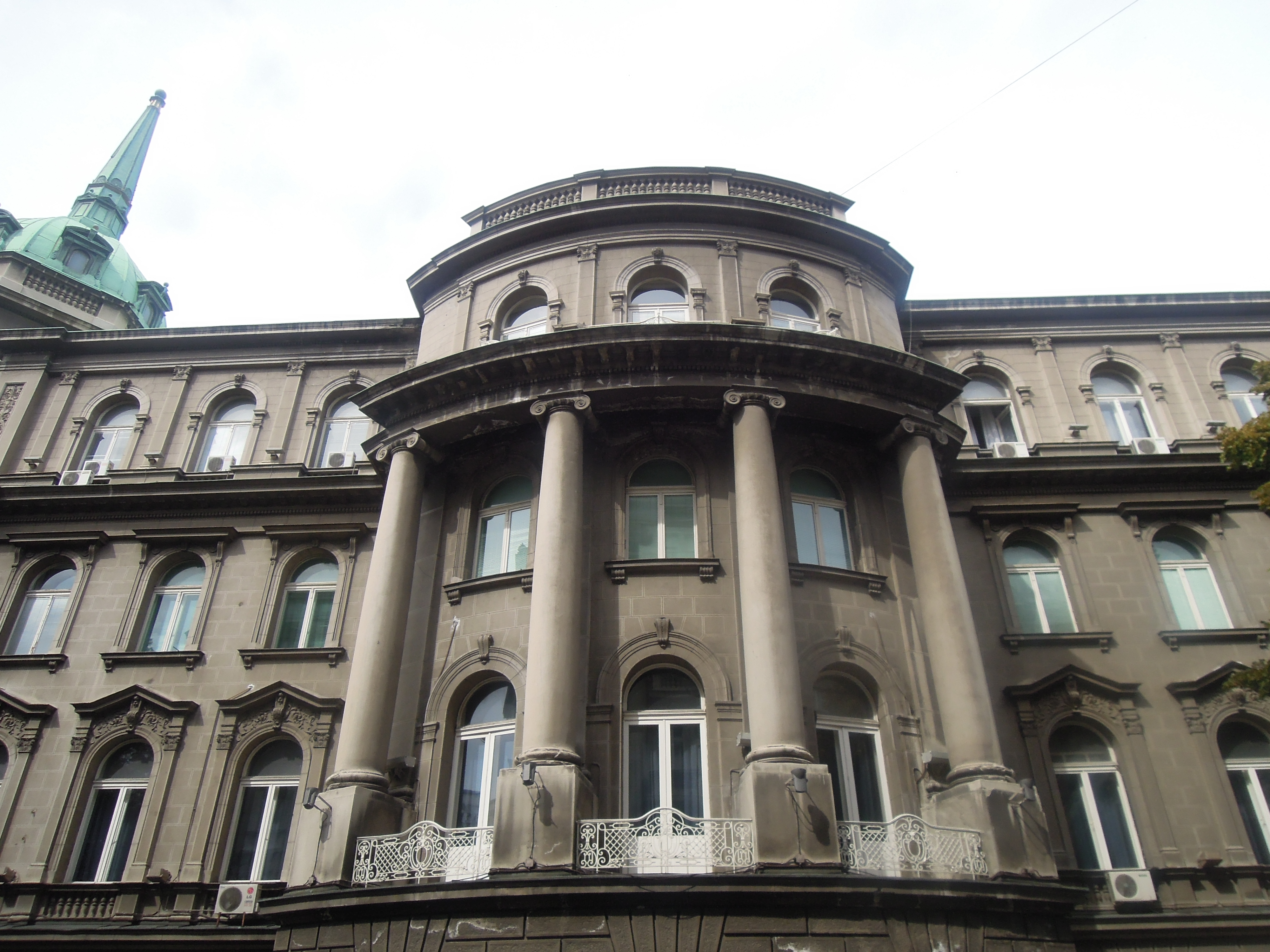
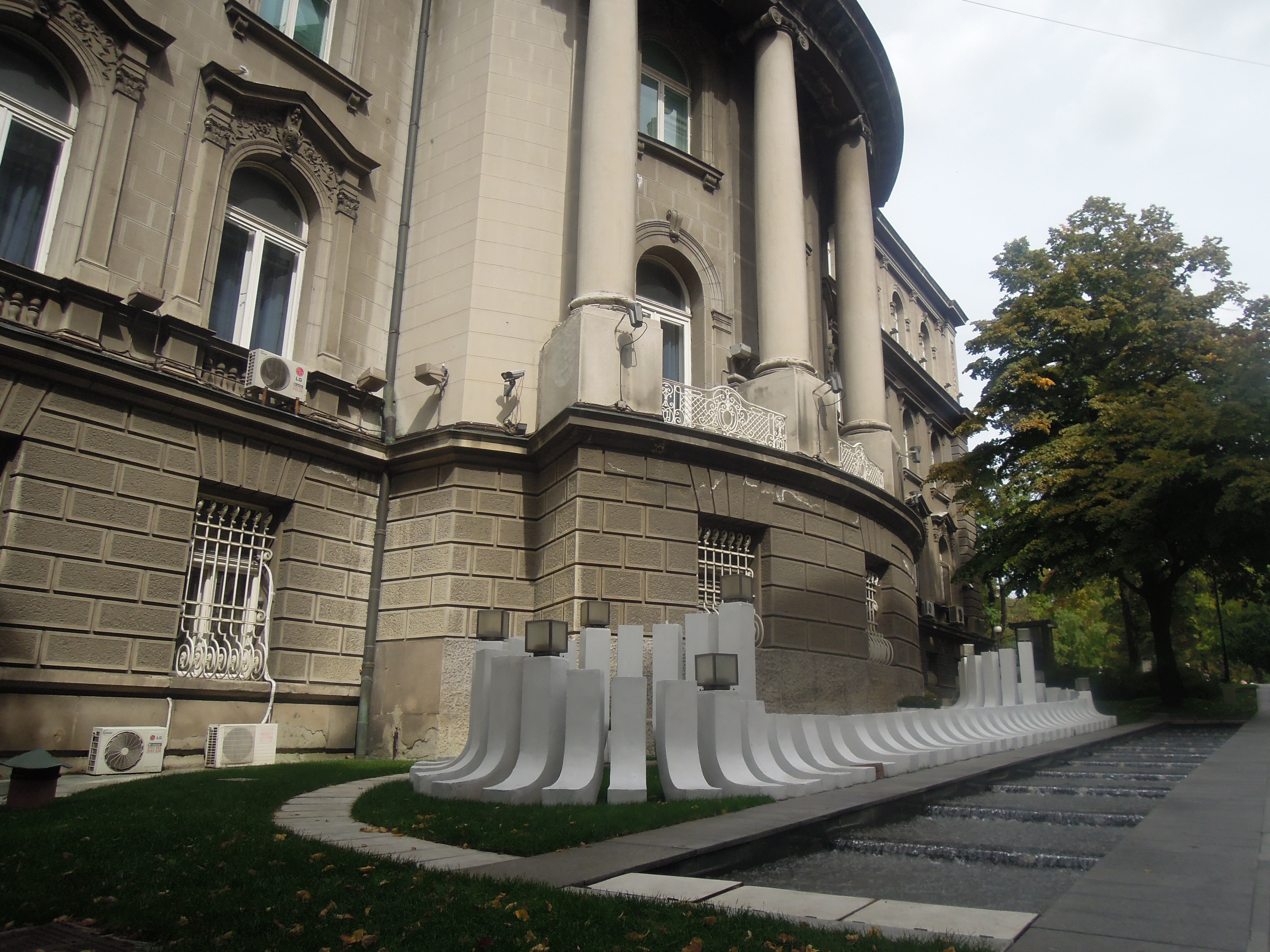
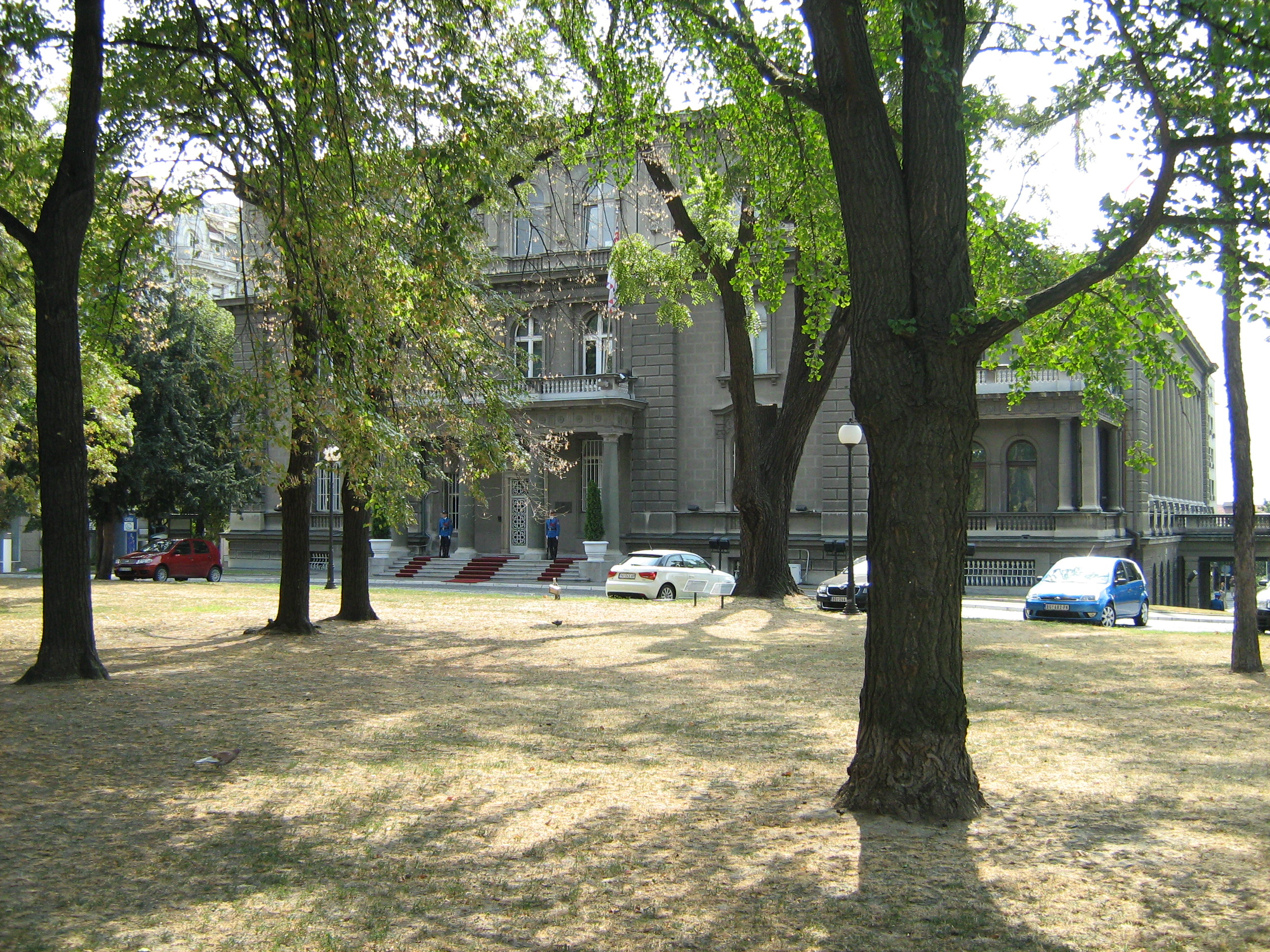